# Michaił Kuczerow
Michaił Grigorjewicz Kuczerow (ros. Михаил Григорьевич Кучеров, ur. 3 czerwca 1850 w okolicach Połtawy, zm. 26 czerwca 1911 w Petersburgu) – rosyjski chemik.
W 1871 roku ukończył studia na uczelni w Petersburgu, na której pracował do 1910 roku. Wiele swoich prac poświęcił badaniu otrzymywania związków organicznych. W 1881 roku odkrył metodę hydratacji węglowodorów acetylenowych (o co najmniej 1 wiązaniu potrójnym) w obecności soli rtęciowych (reakcja Kuczerowa). Reakcja ta była główną metodą otrzymywania aldehydu octowego. Dziś związek ten otrzymuje się najczęściej przez utlenianie etenu w procesie Wackera.